# Herbie Hancock
Herbert Jeffrey Hancock (Chicago, 12 de abril de 1940) é um pianista, tecladista, líder de banda, compositor e ator norte-americano, considerado um dos mestres do jazz.
Tocou ao lado de grandes músicos, com destaque para sua colaboração com Miles Davis nos anos 60, em um quinteto que se tornou antológico na história do Jazz. Ali, Hancock foi introduzido ao piano elétrico Fender Rhodes, ao qual adaptou-se imediatamente e  tão logo experimentou a improvisada adaptação de um pedal de wah-wah e uma câmara de eco (um Echoplex). Harold Rhodes, pai do piano elétrico, ao noticiar essas estranhas e até então originais conexões, providencia para que esses conectores constem em todos os novos modelos deste piano.

Uma década adiante, emergindo do universo de Miles Davis, Herbie Hancock monta um grupo, o The Headhunters, com maiores aproximações à tradição popular afro-americana, de uma sonoridade bem mais acessível ao grande público e de grande sucesso. No álbum de título homônimo ao deste grupo, Head Hunters (1973), Hancock alterna bem sucedidas experimentações pelo eletrofunk com pitadas daquele espírito do quinteto de Miles.
Sua discografia inclui discos voltados para o Jazz assim como algumas incursões pelo Fusion, Funk e Música Clássica. Poucos pianistas têm ou tiveram uma carreira tão fecunda quanto Hancock, que já atravessa algumas décadas como um dos maiores pianistas da história do Jazz. Gravou, em 1978, com Chick Corea um dos mais belos e surreais trabalhos de dupla ao piano: An Evening with Herbie Hancock & Chick Corea: In Concert.

## Discografia
- Takin' Off (1962)
- My Point of View (1963)
- Inventions and Dimensions (1963)
- Empyrean Isles (1964)
- Maiden Voyage (1965)
- Blow Up (1966)
- Speak Like a Child (1968)
- The Prisoner (1969)
- Fat Albert Rotunda (1969)
- Mwandishi (1970)
- Crossings (1971)
- Sextant (1972)
- Mr. Funk (1972)
- Head Hunters (1973)
- Thrust (1974)
- Death Wish (Banda sonora) (1974)
- Man-Child (1975)
- Flood (1975)
- Secrets (1976)
- V.S.O.P. (1977)
- Feets Don't Fail Me Now (1978)
- Sunlight (1978)
- Monster (1979)
- Mr. Hands (1980)
- Magic Windows (1980)
- Quartet (1981)
- Lite Me Up (1981)
- Future Shock (1983)
- Sound System (1983)
- Perfect Machine (1988)
- A Tribute to Miles Davis (1992)
- Dis Is da Drum (1995)
- The New Standard (1996)
- 1 & 1 (com Wayne Shorter) (1997)
- Gershwin's World (1998)
- Return of the Headhunters (1998)
- Future 2 Future (2001)
- Portrait of Jaco, the Early Years (2002)
- Possibilities (2005)
- River: The Joni Letters (2007)
- The Imagine Project (2010)